# Morti nel 1319
| Questa pagina contiene informazioni ricavate automaticamente dalle voci biografiche con l'ausilio del template Bio e di un bot. L'aggiornamento è periodico e automatico e ricostruisce completamente la pagina. Se manca una persona in questa lista, sei pregato di non aggiungerla, ma accertati piuttosto che la sua voce biografica contenga il template Bio e che i dati anagrafici siano correttamente compilati. Se il template Bio manca, inseriscilo tu stesso o, in alternativa, metti l'avviso {{tmp\|Bio}} che ne segnala la mancanza. Se i dati riportati sono sbagliati, correggi direttamente la voce biografica; le modifiche saranno visibili in questa lista entro pochi giorni. Per chiarimenti vedi il progetto biografie. La lista contiene solo le 23 persone che sono citate nell'enciclopedia e per le quali è stato implementato correttamente il template Bio. Pagina aggiornata al 18 ago 2025. |

- 5 marzo - Giovanni II del Viennois, nobile francese
- 12 marzo - Giustina Francucci Bezzoli, religiosa italiana (n. 1260)
- 8 maggio - Haakon V di Norvegia, re (n. 1270)
- 19 maggio - Luigi d'Évreux, nobile (n. 1276)
- 25 giugno - Giovanni di Castiglia, principe (n. 1262)
- 25 giugno - Pietro di Castiglia, principe spagnolo (n. 1290)
- 12 agosto - Rodolfo I di Baviera, duca (n. 1274)
- 14 agosto - Valdemaro di Brandeburgo, nobile tedesco
- 9 settembre - Guglielmo Longhi, cardinale italiano
- 1º novembre - Uguccione della Faggiola, militare italiano
- 3 novembre - Simone Balacchi, religioso italiano
- 11 novembre - Beatrice di Lussemburgo, nobile ungherese (n. 1305)
- 13 novembre - Eric VI di Danimarca, re (n. 1274)
- Ermanno IV di Weimar-Orlamünde, nobile tedesco
- Guan Daosheng, pittrice e poetessa cinese (n. 1262)
- Ingeborg Magnusdotter di Svezia, regina danese (n. 1277)
- Bertoldo Orsini, politico italiano
- Richilda Ramberti, nobile italiana (n. 1269)
- Remigio dei Girolami, religioso italiano (n. 1247)
- Teodisio Revelli, vescovo cattolico italiano
- Caterina Spinola, nobildonna italiana
- Bernardo VI d'Armagnac, nobile francese
- Maria di Cipro, regina cipriota (n. 1273)